# Битва при Тянь-Шане
Битва при Тянь-Шане — Вооруженный поход ханьского полководца Гуан-ли против державы Хуннов вначале казался перспективным для китайцев, так как они сначала атаковали князя Чжуки и захватили в плен до 7 тысяч человек. Однако на обратном пути они были атакованы Цзюйдихэу и его 80-тысячной армией.

## Боевые действия
В 99 году до н.э. Ли-Гуан, возглавив 30-тысячное конное войско, отправился в поход против Хуннов из Цзи-цюань. Во время своего похода у восточных склонов Тянь-Шаня, возле озера Баркуль, он атаковал чжуки-князя у Небесных гор и захватил в плен 10 тысяч человек, среди которых были дети, старики и женщины. Однако на обратном пути Ли-Гуан столкнулся с нападением Хуннов, и ему пришлось отбросить свою добычу, чтобы пробиться через окружение. В ходе отступления китайцы потеряли до 7 тысяч человек.
Другой полководец, отправившийся в степь, не нашел хуннских кочевий и вынужден был вернуться ни с чем. В то же время Ли Лин с 5 тысячами отборной пехоты достиг горы Сюньги, но оказался окруженным. Когда Цзюйдихоу с 30 тысячами конницы атаковал его лагерь, хунны потерпели поражение, потеряв до 10 тысяч человек. Шаньюй подкрепил свои войска, численностью 80 тысяч человек, и начал преследование. Ли Лин начал отступление на юг через безводную степь, где хуннские всадники настигали его стрелами. В битве, длившейся несколько дней, каждый шаг приближал китайцев к границе, обещающей им жизнь и свободу. Благодаря стойкости китайцев, Шаньюй опасался засады, однако после пойманного хуннами китайского офицера, который сообщил о слабости отряда Ли Лина, хунны усилили нападение. Китайцы исчерпали все стрелы, и Ли Лин, понимая бессилие, отдал последний приказ: «спасайся кто может», после чего сам сдался хуннам или был пойман и разоружен ими.

## Ли Лин
Цзюйдихэу продемонстрировал себя не только умным политиком и храбрым военачальником, но и благородным человеком. Вместо того чтобы убить Ли Лина, он решил выдать замуж свою дочь за него, поручил ему управление областью и племенем хагасов, а также наградил титулом западного князя Чжу-ки. Ли Лин оказал верность и преданность новому господину. В то время как его ждала казнь на родине из-за осуждения по законам Китая за предательство по причине попадания в плен. Потомки Ли Лина и хуннской царевны правили наследственно у хагасов. После этого среди хагасов появились люди с черными волосами и глазами, и их считали потомками Ли Лина. Дворец Ли Лина был обнаружен археологами в Минусинской области. Это небольшое здание в стиле китайской архитектуры, со входными дверями, украшенными изображениями рогатых демонов, выполненное достаточно искусно.